# Orazio Francesco Piazza
Orazio Francesco Piazza (* 4. října 1953 Solopaca) je italský římskokatolický duchovní a biskup Viterba.

## Život
Narodil se 4. října 1953 v Solopace.
Vstoupil do Papežského regionalního semináře v Beneventu. Teologické vzdělání získal na Papežské teologické fakultě Jižní Itálie v Neapoli a 25. června 1978 byl biskupem Felice Leonardem vysvěcen na kněze a inkardinován do diecéze Cerreto Sannita-Telese-Sant'Agata de' Goti. Stal se farním vikářem v Telese Terme, odkud byl převeden jako rektor kostela Santissimo Corpo di Cristo v Solopace, kde spravoval farnosti. V letech 1989–2013 byl diecézním asistentem Katolické akce.
Roku 1992 byl jmenován biskupským vikářem pro evangelizaci a svědectví, členem sboru poradců a kněžské rady. V rámci akademické činnosti vyučoval sociální etiku na Univerzitě Sannio. Dne 25. června 2013 jej papež František jmenoval biskupem Sessa Aurunca. Biskupské svěcení přijal 21. září z rukou kardinála Crescenzia Sepe a spolusvětiteli byli biskup Michele De Rosa a arcibiskup Antonio Franco.
Dne 14. dubna 2018 byl jmenován členem Kongregace pro blahořečení a svatořečení.
Od 30. dubna 2019 do 26. února 2021 zastával funkci apoštolského administrátora diecéze Alife-Caiazzo. Dne 7. října 2022 byl převeden do úřadu biskupa Viterba.